# Dorylus fimbriatus
Dorylus fimbriatus är en myrart som först beskrevs av William Edward Shuckard 1840.  Dorylus fimbriatus ingår i släktet Dorylus och familjen myror.

## Underarter
Arten delas in i följande underarter:
- D. f. crampeli
- D. f. fimbriatus
- D. f. laevipodex
- D. f. poweri